# فرودگاه وایتهورس واتر
فرودگاه وایتهورس واتر (به انگلیسی: Whitehorse Water Aerodrome) یک فرودگاه همگانی است که یک باند فرود آب دارد. این فرودگاه در کشور کانادا قرار دارد و در ارتفاع ۶۵۲ متری از سطح دریا واقع شده است.